# Екстрагування
Екстрагування (рос.экстрагирование, англ. extraction, нім. Extrahieren n, Extraktion f, Ausziehen n, Ausziehung f) — дія, власне розділення суміші речовин на складові частини за допомогою розчинника, в якому вони розчиняються неоднаково. Механізм Е. у загальному випадку включає проникнення екстрагента в пори твердого матеріалу, розчинення цільового компонента, перенесення речовини, що екстрагується з глибини твердої частини до поверхні розділу фаз (молекулярна дифузія); перенесення речовини від поверхні розділу фаз в об'єм екстрагента (конвективна дифузія). Швидкість Е. визначається рушійною силою процесу, сумарним опором на всіх стадіях, співвідношенням маси екстрагента і рідини у твердій фазі (гідромодулем). При збільшенні гідромодуля зростає рушійна сила Е., але одночасно утруднюється і дорожчає подальше виділення цільового компонента. Перемішування (механічне, з використанням псевдозрідження і інш.) прискорює конвекційну дифузію, але не впливає на швидкість мол. дифузії. Екстрагент повинен легко регенеруватися, бути селективним, порівняно дешевим. Таким вимогам відповідають вода, етанол, бензин, бензол, ацетон, розчини кислот, солей і лугів.
На ефективність екстрагування впливає спосіб підготовки сировини (подрібнення або ґранулювання), що забезпечує необхідну форму, розміри і дисперсний склад частинок, а також зволоження, термохім. і інш. види обробки, що поліпшують дифузні і механічні властивості твердого матеріалу. Екстрагування здійснюється в спец. апаратах — екстракторах. Процес екстрагування може протікати в нерухомому шарі твердого матеріалу, рухомому або псевдозрідженому шарі. Екстрагування використовується для вилучення сполук рідкісних металів, урану з руд і інш.